# DKW F9
De DKW F9 was een kleine auto uit de compacte middenklasse met een tweetakt driecilindermotor en voorwielaandrijving die de Duitse autoconstructeur Auto-Union in 1940 wilde lanceren als opvolger van de DKW F8.

## Historiek
Rond 1937 begonnen de plannen voor een opvolger van de succesvolle DKW F8 met een dwarsgeplaatste tweetakt tweecilindermotor. Enerzijds was de F8 stilaan verouderd, anderzijds zou de introductie van de Volkswagen Kever de marktsituatie voor kleine voertuigen fundamenteel veranderen. DKW wilde niet direct de concurrentie met VW aangaan, maar de nieuwe auto een klasse hoger positioneren. Daar zou hij concurreren met de Opel Olympia, de Ford Taunus en de Hanomag 1,3 liter.
Het resultaat van de ontwerpen was een auto met een in lengterichting geplaatste driecilindermotor die het beproefde concept van voorwielaandrijving voortzette, maar aanzienlijk krachtiger was dan de vorige DKW-auto's met voorwielaandrijving. De carrosserie, die volledig uit stalen plaatwerk bestond, werd ontworpen door industrieel ontwerper Günther Mickwausch en gaf de auto een luchtweerstandscoëfficiënt (Cw-waarde) van 0,42, waarmee hij beter deed dan de Kever die een  Cw-waarde van 0,44 had.
Voor het uitbreken van de Tweede Wereldoorlog werden er twintig prototypes van de F9 gebouwd. Omdat de economie in het nazi-Duitsland aan het begin van de oorlog gericht was op bewapening, werd de F9 niet meer in serie geproduceerd.
Na de oorlog begon de productie in 1950 in de DDR als de IFA F9. In hetzelfde jaar produceerde Auto Union GmbH, nieuw opgericht in de BRD, aanvankelijk de DKW F89 met bijna dezelfde carrosserie maar met de tweecilindermotor van de F8, vandaar de naam ("F 8-9"). Een driecilindermotor werd pas aangeboden in het opvolgermodel uit 1953, de DKW F91.
Modellen voor 1945:
Type P · 
4=8 (V 800/V 1000/Sonderklasse/Schwebeklasse) · 
F1 · 
F2 · 
F4 · 
F5 · 
F7 · 
F8 · 
F9 (prototype)
Modellen na 1945:
F10 · 
Meisterklasse (F89) · 
Sonderklasse (F91) · 
3=6 (F93/94) · 
Monza · 
Junior · 
F11/F12 · 
F102
Terrein- en bedrijfswagens:
Munga (F91/4) · 
DKW Schnellaster · 
DKW F 1000 L
Merknaam Auto Union:
1000 · 
1000 Sp
Afgeleide modellen:
IFA F8 · 
IFA F9 · 
Audi F103